# 达西定律
達西定律（英語：Darcy's law）是描述液體流過孔隙介質的本構方程。這個定律是法國工程師亨利·達西在1856年基於水流過沙的實驗結果得到的。
此定律成爲了地球科學的一個分支，水文地質學的基礎；並且在生理學中也應用在對於血液與微血管的描述中。

## 描述

圖中顯示了達西定律的定義。

根據莫里斯·馬斯喀特整理，達西定律表述爲：
{\displaystyle Q={\frac {\kappa A(p_{b}-p_{a})}{\mu L}}}.
其中{\displaystyle Q}爲總流量，{\displaystyle \kappa }爲介質固有的滲透能力，{\displaystyle A}爲介质的截面，{\displaystyle (p_{a}-p_{b})}爲總壓降，L爲壓降的距離，{\displaystyle \mu }为流体的粘度。

## 参阅
- 水文地质学